# Рудзічка (Опольське воєводство)
Рудзічка (пол. Rudziczka, нім. Riegersdorf) — село в Польщі, у гміні Прудник Прудницького повіту Опольського воєводства.
Населення — 911 осіб (2011).
У 1975-1998 роках село належало до Опольського воєводства.

## Демографія
Демографічна структура станом на 31 березня 2011 року:
|          | Загалом | Допрацездатний вік | Працездатний вік | Постпрацездатний вік |
| -------- | ------- | ------------------ | ---------------- | -------------------- |
| Чоловіки | 446     | 96                 | 304              | 46                   |
| Жінки    | 465     | 97                 | 271              | 97                   |
| Разом    | 911     | 193                | 575              | 143                  |